# STS-35
STS-35, voluit Space Transportation System-35, was een Spaceshuttlemissie van de NASA waarbij de spaceshuttle Columbia gebruikt werd. De Columbia werd gelanceerd op 2 december 1990. Deze vlucht moest de ASTRO-1 telescoop in de ruimte brengen.

## Bemanning
- Vance D. Brand (4), commandant
- Guy S. Gardner (2), piloot
- Jeffrey A. Hoffman (2), missiespecialist 1
- John M. Lounge (3), missiespecialist 2
- Robert A. Parker (2), missiespecialist 3
- Samuel T. Durrance (1), payloadspecialist 1
- Ronald A. Parise (1), payloadspecialist 2

tussen haakjes staat het aantal vluchten dat de astronaut gevlogen heeft na STS-35

## Missieparameters
- Massa
  - Shuttle bij Lancering: 121.344 kg
  - Shuttle bij Landing: 102.462 kg
  - Vracht: 12.095 kg
- Perigeum: 352 km
- Apogeum: 362 km
- Glooiingshoek: 28,5°
- Omlooptijd: 91,7 min

## Foto's

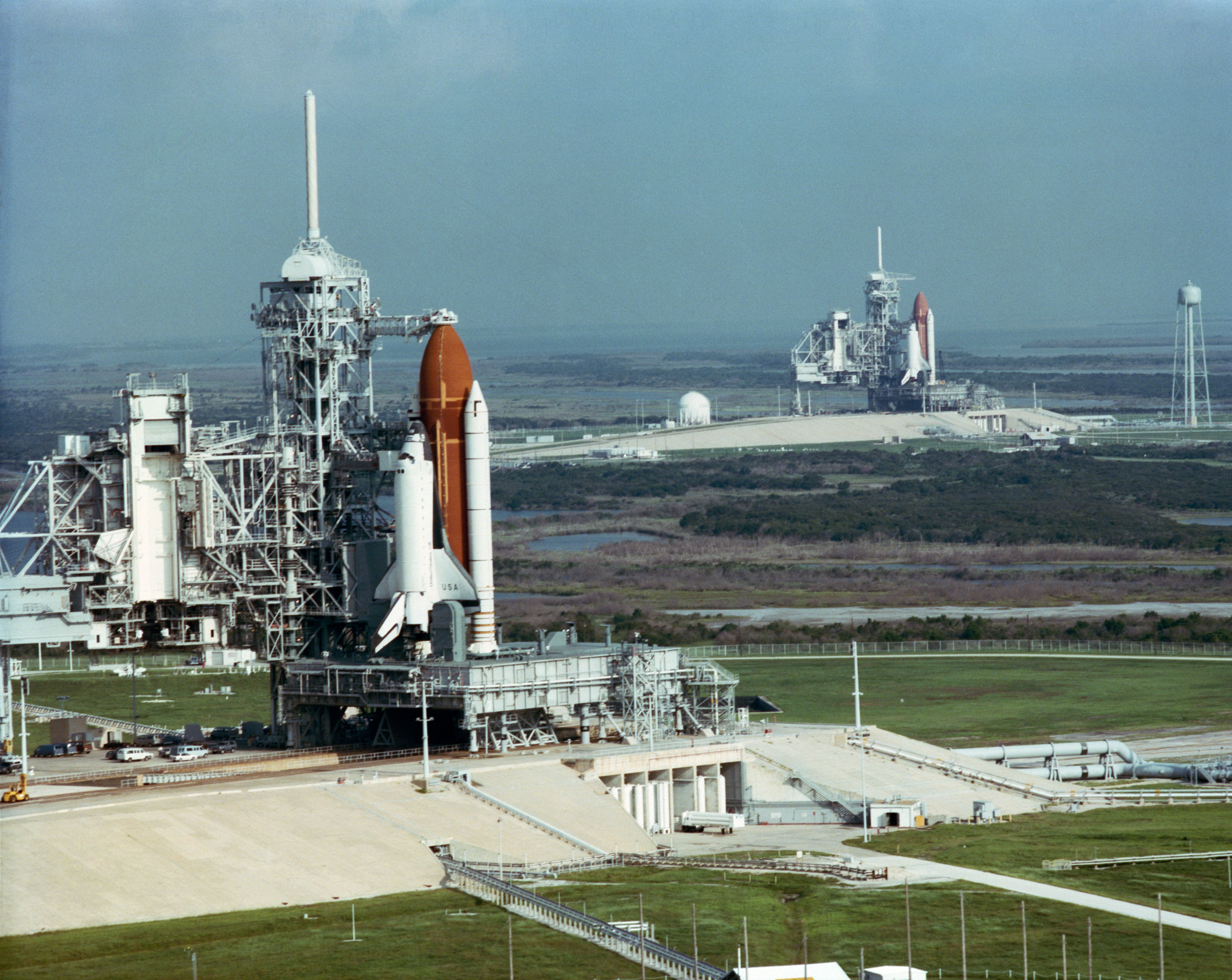
20/09/1990 - een zeldzaam beeld van twee space shuttles (STS-35 & STS-41) op het lanceerplatform 39 op het Kennedy Space Centre. Discovery start vanaf LC-39B op de achtergrond, Columbia start vanaf LC-39A op de voorgrond